# 작센 공국
작센 공국(Herzogtum Sachsen)은 중세 초기 북부 독일에 있던 공국이다. 현대 독일의 슐레스비히홀슈타인, 브레멘, 함부르크, 니더작센, 노르트라인베스트팔렌, 작센안할트에 해당한다. 또한, 이는 초기 독일 5대 부족공국 중 하나에 해당한다. 

## 같이 보기
- 작센 (동음이의)